# 潮どき
「潮どき」（しおどき）は、1978年2月25日に発売された五木ひろしのシングル。

## 解説
- 振り付けに特徴があった初期の五木演歌の中でも特に振りが大きく、右腕で野球のボールを投げるようなポーズがあった。
- ポップス演歌で、オリコン最高位17位、登場週数14週、10万枚を超える売上げを記録。

## 収録曲
- 両楽曲共に、作詞：岩谷時子／作曲：中村泰士／編曲：高田弘

1. 潮どき (3分22秒)
2. 世間知らず (4分00秒)